# Haywardina fabiana
Haywardina fabiana är en fjärilsart som beskrevs av Butler 1877. Haywardina fabiana ingår i släktet Haywardina och familjen praktfjärilar. Inga underarter finns listade i Catalogue of Life.